# O Oposto do Sexo
The Opposite of Sex (bra/prt: O Oposto do Sexo)  é um filme independente estadunidense de comédia dramática e comédia romântica de 1998, escrito e dirigido por Don Roos, estrelado por Christina Ricci, Martin Donovan e Lisa Kudrow. Marcou o filme final produzido pela Rysher Entertainment.

## Sinopse
Dedee Truitt (Christina Ricci), de 16 anos, foge de casa. Ela está grávida de seu ex-namorado, Randy Cates (William Lee Scott). Sem revelar a gravidez, Dedee finalmente se muda com seu meio-irmão muito mais velho, Bill (Martin Donovan), um professor gay em uma comunidade suburbana e conservadora no Condado de St. Joseph, Indiana.
Embora ele esteja morando com Matt (Ivan Sergei), Bill ainda lamenta a perda de seu parceiro anterior, Tom, que morreu de AIDS há algum tempo. Bill mantém uma amizade com a irmã mais nova de Tom, Lucia (Lisa Kudrow), que idolatrava seu irmão.
Dedee seduz Matt, depois o engana, acreditando que ele a engravidou. Eles fogem, deixando Bill e Lucia para localizá-los.
Bill e Lucia encontram Dedee e Matt em Los Angeles, apenas para descobrir que Dedee roubou as cinzas de Tom e as está segurando por resgate. Randy também encontra Dedee; eles informam Matt que estão pegando as cinzas e se afastando. Eles escapam, mas logo entram em uma discussão que leva Dedee a atirar acidentalmente em Randy. Ela e Matt fogem para o Canadá.
Lucia e Bill brigam depois que Lucia implica que Tom morreu como resultado de fazer sexo gay. Desanimada, Lucia tem uma noite com o xerife Carl Tippett (Lyle Lovett), que já havia feito propostas românticas sem sucesso. Lucia depois descobre que está grávida.
Bill eventualmente rastreia Matt e Dedee. Dedee entra em trabalho de parto e Bill a acompanha até a sala de parto. Depois de dar à luz seu filho, Dedee devolve as cinzas de Tom a Bill, pedindo desculpas por suas ações no ano passado.
Dedee acaba cumprindo pena na prisão, deixando seu filho sob os cuidados de Bill enquanto ela está encarcerada. Depois de alguns meses, ela volta a morar com Bill, enquanto Matt viaja e Lucia dá à luz seu próprio filho. Eventualmente, Dedee decide que seu filho estaria melhor com Bill, que agora está namorando o oficial de condicional de Dedee, e foge.
Dedee conclui sarcasticamente que o sexo é precisamente o oposto do que as pessoas deveriam querer, levando, assim, a crianças, doenças ou, o pior de tudo, relacionamentos. No final do filme, as vinhetas das várias relações de carinho entre os personagens mostram o oposto de gratificação sexual superficial.

## Elenco
- Christina Ricci como Dedee Truitt
- Ivan Sergei como Matt Mateo
- Martin Donovan como Bill Truitt
- Lisa Kudrow como Lucia De Lury
- Lyle Lovett como Carl Tippett
- William Lee Scott como Randy Cates
- Johnny Galecki como Jason Bock
- Colin Ferguson como Tom De Lury

## Produção
The Opposite of Sex foi filmado de junho de 1997 a julho de 1997 em Los Angeles, Califórnia. Seria o último trabalho cinematográfico produzido pela Rysher Entertainment, que fechou sua unidade de filmes no mesmo mês em que as filmagens terminaram. A divisão de arte da Sony, Sony Pictures Classics, distribuiu o filme.

## Recepção
A performance de Christina Ricci foi amplamente elogiada e também recebeu uma indicação ao Globo de Ouro de Melhor Atriz em Comédia
No geral, o filme obteve 80% no site do Rotten Tomatoes.
Reconhecimento do American Film Institute:
- Lista das melhores comédias estadunidenses segundo o American Film Institute - nomeada[8]

O diretor Don Roos é conhecido por sua representação da fluidez sexual, que aparece em The Opposite of Sex, além de outros filmes de Roos, como Happy Endings.
O filme foi criticado por Judith Kegan Gardiner no livro Masculinity Studies and Feminist Theory, descrevendo The Opposite of Sex como representante de um "gênero bastante repulsivo de filmes" que apresenta uma "narrativa de conversão heterossexual" que é "acionada pelo desejo". de uma pessoa heterossexual para uma pessoa gay aparentemente inatingível ".